# Список дивизий вермахта и войск СС
В статье приведён список дивизий вермахта и войск СС, существовавших во время Второй мировой войны.
Обновления и реорганизации указаны в названиях только лишь для того, чтобы во избежание путаницы однозначно идентифицировать каждую дивизию на разных этапах её существования; прочие обновления и реорганизации показаны в статьях, посвящённых конкретным дивизиям. Для того, чтобы список не был чрезмерно громоздким, не отображены изменения, произошедшие до 1 сентября 1939 года, а также развёртывания из соединений и частей, меньших дивизии по размеру.

## Наименования, требующие особого перевода
- Grenadier — гренадерский, традиционный термин для обозначения тяжёлой пехоты.
- Jäger — егерский, традиционный термин для обозначения лёгкой пехоты (дословно «охотник», «охотничий»).
- Lehr — учебный (дословно «обучающий»).
- Nummer — «номер» (см. описание ниже, в списке пехотных дивизий).
- Panzer — танковый, имеющий отношение к бронетехнике.
- Sturm — штурмовой или атакующий отряд.
- Volks — народный (можно трактовать как ополченческий).
- zbV — аббревиатура («zur besonderen Verfügung»), почти соответствующая русскому понятию «специальный».

## Сухопутные войска (Heer)

Штандарт танковых войск вермахта

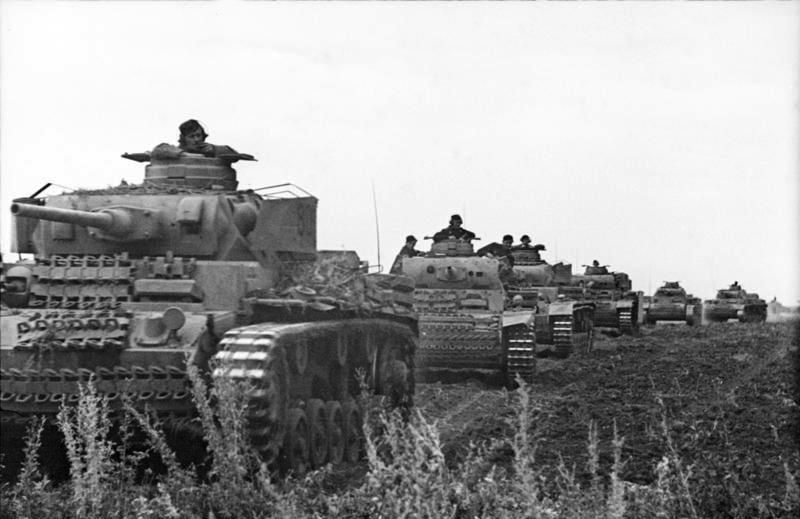
Немецкая танковая колонна (Pz Kpfw III)
на марше, Восточный фронт, июнь 1943

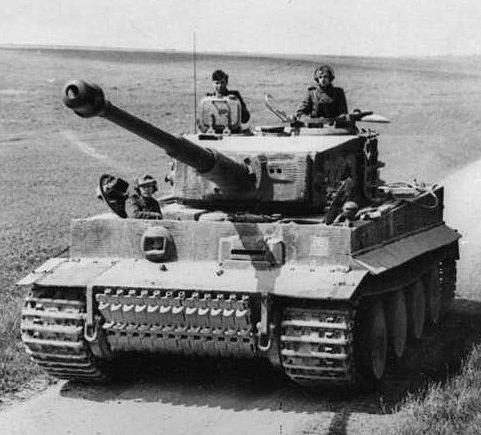
«Тигр-I» в северной Франции, март 1944

### Танковые дивизии

#### Номерные танковые дивизии
- 1-я танковая дивизия
- 2-я танковая дивизия
- 3-я танковая дивизия
- 4-я танковая дивизия
- 5-я танковая дивизия
- 6-я танковая дивизия (прежняя 1-я лёгкая дивизия)
- 7-я танковая дивизия (прежняя 2-я лёгкая дивизия)
- 8-я танковая дивизия (прежняя 3-я лёгкая дивизия)
- 9-я танковая дивизия (прежняя 4-я лёгкая дивизия)
- 10-я танковая дивизия
- 11-я танковая дивизия
- 12-я танковая дивизия (прежняя 2-я пехотная дивизия (моторизованная))
- 13-я танковая дивизия (прежняя 13-я пехотная дивизия (моторизованная); впоследствии Танковая дивизия «Фельдхернхалле 2»)
- 14-я танковая дивизия (прежняя 4-я пехотная дивизия)
- 15-я танковая дивизия (прежняя 33-я пехотная дивизия; впоследствии 15-я моторизованная дивизия)
- 16-я танковая дивизия (прежняя 16-я пехотная дивизия)
- 17-я танковая дивизия (прежняя 27-я пехотная дивизия)
- 18-я танковая дивизия (впоследствии 18-я артиллерийская дивизия)
- 19-я танковая дивизия (прежняя 19-я пехотная дивизия)
- 20-я танковая дивизия
- 21-я танковая дивизия (прежняя 5-я лёгкая дивизия)
- 22-я танковая дивизия
- 23-я танковая дивизия
- 24-я танковая дивизия (прежняя 1-я кавалерийская дивизия)
- 25-я танковая дивизия
- 26-я танковая дивизия (прежняя 23-я пехотная дивизия)
- 27-я танковая дивизия
- 116-я танковая дивизия «Виндхунд» («Windhund» — «Борзая») (прежние 16-я моторизованная дивизия и 179-я резервная танковая дивизия)
- 130-я учебная танковая дивизия (часто упоминается как просто Учебная танковая дивизия)
- 155-я резервная танковая дивизия (прежняя дивизия Nr. 155, дивизия Nr. 155 (моторизованная), танковая дивизия Nr.155)
- 178-я запасная танковая дивизия
- 179-я резервная танковая дивизия (прежняя дивизия Nr.179, дивизия Nr.179 (моторизованная), танковая дивизия Nr.179)
- 232-я танковая дивизия (прежняя Учебная танковая дивизия «Татры»)
- 233-я танковая дивизия (прежняя дивизия Nr.233 (моторизованная), 233-я моторизованная дивизия, 233-я танковая дивизия, 233-я резервная танковая дивизия; впоследствии Танковая дивизия «Клаузевиц»)
- 273-я резервная танковая дивизия

#### Именные танковые дивизии
- 116-я танковая дивизия «Виндхунд» (Windhund — Борзая) (прежние 16-я моторизованная и 179-я резервная танковая дивизии)
- Танковая дивизия «Гольштейн» (Holstein) (несформирована полностью, вошла в состав 18-й моторизованной дивизии)
- Танковая дивизия «Кемпф» (Kempf) (частично армия, частично войска СС)
- Танковая дивизия «Клаузевиц» (Clausewitz) (прежняя 233-я танковая дивизия)
- Танковая дивизия «Курмарк» (Kurmark) (на самом деле была моторизованной дивизией Курмарк)
- Танковая дивизия «Мюнхеберг» (Müncheberg)
- Танковая дивизия «Норвегия» (Norwegen) (не сформирована полностью, вошла в состав 25-й танковой дивизии)
- Танковая дивизия «Силезия» (Schlesien) (не сформирована полностью, вошла в состав 18-й моторизованной дивизии)
- Танковая дивизия «Татры» (Tatra) (впоследствии учебная танковая дивизия Татры)
- Танковая учебная дивизия (Lehr)
- Танковая дивизия «Татра» (Tatra) (ранее: танковая дивизия Татры; впоследствии 232-я танковая дивизия)
- Танковая дивизия «Фельдхернхалле 1» (Feldherrnhalle 1) (прежняя моторизованная дивизия Фельдхернхалле)
- Танковая дивизия «Фельдхернхалле 2» (Feldherrnhalle 2) (прежняя 13-я танковая дивизия)
- Танковая дивизия «Ютербог» (Jüterbog)

### Лёгкие дивизии
Определение «лёгкий» (leichte) имело несколько значений в немецкой армии во время Второй мировой войны. Существовало 5 лёгких дивизий (Leichte-Division): 4 из них были формированиями довоенного образца, пятая дивизия была сформирована «на месте» из отдельных танковых и моторизованных подразделений, брошенных в Африку для спасения итальянцев. Все пять дивизий постепенно были переформированы в стандартные танковые дивизии.
- 1-я лёгкая дивизия (впоследствии 6-я танковая дивизия)
- 2-я лёгкая дивизия (впоследствии 7-я танковая дивизия)
- 3-я лёгкая дивизия (впоследствии 8-я танковая дивизия)
- 4-я лёгкая дивизия (впоследствии 9-я танковая дивизия)
- 5-я лёгкая дивизия (впоследствии 21-я танковая дивизия)

Некоторые другие дивизии тоже были «окрещены» лёгкими по разным причинам; они показаны в списке номерных пехотных дивизий.

### Пехотные дивизии

#### Типология дивизий
Основой сухопутных войск вермахта была пехотная дивизия. Из 154 дивизий, выставленных против Советского Союза в 1941 году вместе с резервами, 98 были пехотными, 18 — танковыми, 14 — моторизованными, 9 — охранными, 5 — войск СС, 4 — лёгкими пехотными, 4 — горными, 1 — полицейской СС и 1 — кавалерийской. Типичная пехотная дивизия в июне 1941 года насчитывала 16 859 человек, входящих в следующие части и подразделения:
- три пехотных полка со штабом и подразделением связи
  - три батальона
    - три пехотные роты
    - одна рота тяжёлых вооружений (тяжелые пулеметы и минометы)

  - одна рота противотанковых пушек (моторизованная)
  - одна рота пехотных орудий
  - одно разведывательное подразделение
- один противотанковый батальон
  - три роты (в каждой двенадцать 37-мм пушек)
- один артиллерийский полк
  - три батальона
    - три батареи
- один сапёрный батальон
- один батальон связи
- один полевой запасный батальон
- подразделения снабжения, медицинские, ветеринарные, почтовые и полицейские

Немецкие пехотные дивизии имели разные типы, что иногда отражалось в их названиях, но все они при этом имели сквозную нумерацию. Существовали следующие типы дивизий:
- Гренадерская (Grenadier-Division) — почётное наименование, введённое летом 1944 года и служившее для поднятия боевого духа; неаналогично советскому «гвардейская». Постепенно присваивалось всем пехотным дивизиям, понёсшим большие потери и выведенным для пополнения в тыл, а также новым дивизиям, формируемым на основе некоторых сохранившихся подразделений пехотных дивизий. Просуществовало до октября 1944 года, когда все гренадерские дивизии были переименованы в народно-гренадерские (Volksgrenadier) (см. ниже).
- Егерская (Jäger-Division) — так с лета 1942 года стала называться лёгкая пехотная дивизия (см. ниже). Помимо прежних лёгких пехотных дивизий (кроме 90-й) в егерские были переформированы (или сформированы заново) ещё шесть дивизий: 42-я, 104-я, 114-я, 117-я, 118-я. Личный состав егерских частей вместо пилотки носил полевое кепи с козырьком, на левой стороне которой крепился металлический знак егерей: дубовая веточка с тремя листочками и жёлудем (по аналогии с горными стрелками). Аналогичный вышитый знак носился на правом рукаве выше локтя. Войсковой цвет (цветные детали униформы — окантовка погон, головных уборов, петлицы и т. п.) егерей отличался от остальной пехоты и был таким же, как у горных егерей — светло-зелёным.
- Крепостная (Festungs-Division) — дивизия нестандартной организации, применявшаяся для занятия и обороны критически важного участка или объекта. Наименьшие по размеру могли состоять только из двух или трёх батальонов.
- Лёгкая африканская (моторизованная) (Leichte Afrika-Division (mot)) — так назывались пехотные дивизии, воевавшие в Северной Африке: 90-я , 164-я, 999-я. Все они имели разный состав, похожий на моторизованную дивизию, но с тремя моторизованными полками и с сокращённым моторизованным тылом (отсюда название «лёгкая»).
- Лёгкая пехотная (Leichte-Infanterie-Division) — предназначалась для действий в труднопроходимой местности (леса, болота и т. п.) и поэтому имела меньшую численность (пехотных полков всего два), облегчённое вооружение и тыл. Представляла собой равнинный аналог горной дивизии. Летом 1942 года шесть лёгких пехотных дивизий (5-я, 8-я, 28-я, 99-я, 100-я, 101-я) были переименованы в «егерские» (см. выше) в рамках общей программы переименования соединений и частей. Название «лёгкая», но с заменой названия «пехотная» на «африканская (моторизованная)» (см. выше), сохранила только 90-я дивизия. Ещё одна — 99-я — осенью 1941 года была переформирована в 7-ю горнопехотную.
- Моторизованная — дивизия, обеспеченная полным моторным транспортом для всей пехоты и вооружений. Обычно были меньше по размеру по сравнению со стандартными пехотными дивизиями. Начиная с 1943 года моторизованные дивизии стали называться «танково-гренадерскими» (Panzergrenadier).
- Номерные дивизии — вид дивизий, которые в ходе боевых действий получили различные приставки и обозначения, прибавленные к названию, но, тем не менее, сохранили свой порядковый номер, с которым они начинали боевой путь. Например, 179-я дивизия в ходе реорганизации стала 179-й танковой дивизией.
- Охранная (Sicherungs-Division) — была предназначена для охраны тыла действующей армии и поддержания оккупационного режима. Стандартной организации не имела. Как правило, состояла из 1-3 охранных полков (вместо одного охранного полка мог быть пехотный) и конгломерата дополнительных частей, среди которых могли быть: полицейская танковая рота (из трофейных лёгких танков), полицейский полк или батальон, охранный батальон, казачий (русский) полк, дивизион или эскадрон, артиллерийский полк или дивизион, охотничьи поисковые команды (из различных национальностей СССР) и т. д. Комплектовалась, как правило, лицами, которые в силу ограничений по здоровью или возрасту, не могли проходить службу во фронтовых частях, а также из бывших военнопленных и представителей местного населения. Некоторым дивизиям пришлось принимать участие в боевых действиях на фронте, в результате прорыва фронта или затыкания дыр в нём, и, как правило, с большими потерями для себя. В разное время охранными дивизиями являлись: 52-я, 201-я, 203-я, 207-я, 213-я, 221-я, 281-я, 285-я, 286-я, 325-я, 390-я, 391-я, 403-я, 444-я, 445-я, 454-я дивизии.
- Стационарная (bodenständige) — имеющая недостаток в транспорте, даже для того, чтобы транспортировать собственные орудия и запасы боеприпасов и снаряжения. Многие из таких дивизий получили эту приставку в ходе боевых действий на Восточном фронте и были отосланы на запад для службы в качестве береговых охранных гарнизонов до того времени, как появятся или высвободятся ресурсы, достаточные для восстановления подвижности этих дивизий.
- Танково-гренадерская (Panzergrenadier) — начиная с 1943 года так назывались моторизованные дивизии.
- Народная пехотная дивизия / Народно-гренадерская дивизия (Volksgrenadier) — дивизии реорганизации последнего года войны с уменьшенным личным составом и улучшенным снабжением новым оружием. Многие прежде уничтоженные или понёсшие тяжёлые потери пехотные дивизии переформированы и вновь введены в строй как народные пехотные дивизии. Являлись поздней эволюцией гренадерских дивизий (Grenadier-Division). Не путать с фольксштурмом, отрядами народного ополчения. Народные пехотные дивизии воевали на западе Европы.
- zbV — аббревиатура «zur besonderen Verfügung», соответствует русскому словосочетанию «особого назначения», в немецких вооруженных силах применялась гораздо шире, чем в российских и советских (например приставку zbV имели не только специальные разведывательно-диверсионные части, но и обычные пехотные, танковые и др. части, имевшие часто небольшие отличия в оснащении вооружением, техникой и т. д., например «африканские» пехотные части, танковые батальоны только с легкими танками, части с десантной техникой и т. д. — систему на русский взгляд уловить трудно).

Как правило, дивизии «поздней волны», то есть сформированные после 1942 года, по своим боевым качествам уступали дивизиям, сформированным ранее.

#### Номерные дивизии
В данной части статьи список дивизий разбит, для удобства, на группы по сто номеров. В большинстве случаев, при отсутствии информации о том или ином соединении, это указано в соответствующем месте списка. Однако же, пробелы в существующем списке также могут означать, что таковой дивизии не существовало.

##### 1—100 дивизии
- 1-я пехотная дивизия
- 2-я моторизованная дивизия (позднее: 12-я танковая дивизия)
- 3-я пехотная дивизия (позднее 3-я моторизованная дивизия)
- 4-я пехотная дивизия (позднее: 14-я танковая дивизия)
- 5-я пехотная дивизия (позднее 5-я лёгкая пехотная дивизия, 5-я лёгкая пехотная дивизия; дивизия никак не связана с 5-й лёгкой дивизией)
- 6-я пехотная дивизия (позднее: 6-я народная пехотная дивизия)
- 7-я пехотная дивизия
- 8-я пехотная дивизия (позднее: 8-я лёгкая пехотная дивизия)
- 9-я пехотная дивизия (позднее: 9-я народная пехотная дивизия)
- 10-я пехотная дивизия (позднее: 10-я моторизованная дивизия)
- 11-я пехотная дивизия
- 12-я пехотная дивизия (позднее 12-я народная пехотная дивизия)
- 13-я моторизованная дивизия (позднее 13-я танковая дивизия, танковая дивизия «Фельдхернхалле 2») («Feldhernhalle 2»)
- 14-я пехотная дивизия (позднее 14-я моторизованная дивизия, затем снова 14-я пехотная дивизия)
- 15-я пехотная дивизия
- 15-я моторизованная дивизия (ранее: 33-я пехотная дивизия, 15-я танковая дивизия)
- 16-я пехотная дивизия (позднее распределена между 16-й танковой дивизией и 16-й моторизованной дивизией; последняя позднее: 16-я моторизованная дивизия, 116-я танковая дивизия)
- 17-я пехотная дивизия
- 18-я пехотная дивизия (позднее: 18-я моторизованная дивизия)
- 18-я народная пехотная дивизия (не имеет отношения к 18-й пехотной дивизии)
- 19-я пехотная дивизия (позднее: 19-я танковая дивизия)
- 19-я пехотная дивизия (позднее: 19-я народная пехотная дивизия). Сначала эта дивизия состояла в люфтваффе как 19-я авиаполевая дивизия (позже она была переименована в 19-ю штурмовую дивизию люфтваффе)
- 20-я моторизованная дивизия
- 21-я пехотная дивизия
- 22-я пехотная дивизия (позднее: 22-я посадочно-десантная дивизия, 22-я народная пехотная дивизия)
- 23-я пехотная дивизия (позднее 26-я танковая дивизия). После переформирования в 26-ю танковую дивизию некоторые остатки 23-й пехотной дивизии вошли в новую 23-ю пехотную дивизию.
- 24-я пехотная дивизия
- 25-я пехотная дивизия (позднее 25-я моторизованная дивизия)
- 26-я пехотная дивизия (позднее 26-я народная пехотная дивизия)
- 27-я пехотная дивизия (позднее 17-я танковая дивизия)
- 28-я пехотная дивизия (позднее 28-я лёгкая пехотная дивизия)
- 29-я моторизованная дивизия
- 30-я пехотная дивизия
- 31-я пехотная дивизия (позднее 31-я народная пехотная дивизия|)
- 32-я пехотная дивизия
- 33-я пехотная дивизия (позднее 15-я танковая дивизия, 15-я моторизованная дивизия)
- 34-я пехотная дивизия
- 35-я пехотная дивизия (позднее 35-я народная пехотная дивизия)
- 36-я пехотная дивизия (позднее 36-я моторизованная дивизия, затем снова 36-я пехотная дивизия, затем 36-я народная пехотная дивизия)
- Данные о формировании «37-я дивизия» отсутствуют.
- 38-я пехотная дивизия
- 39-я пехотная дивизия (позднее 41-я крепостная дивизия, 41-я пехотная дивизия)
- Данные о формировании «40-я дивизия» отсутствуют.
- 41-я пехотная дивизия (ранее 39-я пехотная дивизия, 41-я крепостная дивизия)
- 42-я лёгкая пехотная дивизия (ранее 187-я резервная дивизия)
- Данные о формировании «43-я дивизия» отсутствуют.
- 44-я пехотная дивизия (позднее 44-я дивизия Reichsgrenadier Hoch und Deutschmeister)
- 45-я пехотная дивизия (позднее 45-я гренадерская дивизия, 45-я народная пехотная дивизия)
- 46-я пехотная дивизия
- 47-я пехотная дивизия (ранее 156-я резервная дивизия; позднее 47-я народная пехотная дивизия)
- 48-я пехотная дивизия (позднее 48-я народная пехотная дивизия)
- 49-я пехотная дивизия
- 50-я пехотная дивизия
- 52-я пехотная дивизия (позднее 52-я охранная дивизия)
- 56-я пехотная дивизия
- 57-я пехотная дивизия
- 58-я пехотная дивизия
- 59-я пехотная дивизия
- 60-я пехотная дивизия (впоследствии 60-я моторизованная дивизия (в процессе переформирования название изменено на «Фельдхернхалле» (Feldherrnhalle)), танковая дивизия «Фельдхернхалле (1)»)
- 61-я пехотная дивизия (позднее 61-я народная пехотная дивизия)
- 62-я пехотная дивизия (позднее 62-я народная пехотная дивизия)
- 63-я пехотная дивизия — см.[1]
- 64-я пехотная дивизия
- 65-я пехотная дивизия
- Данные о формировании 66-й дивизии отсутствуют.
- Данные о формировании 67-й дивизии отсутствуют.
- 68-я пехотная дивизия
- 69-я пехотная дивизия
- 70-я пехотная дивизия — сформирована из ветеранов, страдающих желудочными заболеваниями, имела прозвище «дивизия белого хлеба»
- 71-я пехотная дивизия
- 72-я пехотная дивизия
- 73-я пехотная дивизия
- 74-я пехотная дивизия — см.[2]
- 75-я пехотная дивизия
- 76-я пехотная дивизия
- 77-я пехотная дивизия
- 78-я пехотная дивизия (позднее 78-я штурмовая дивизия, 78-я гренадерская дивизия, 78-я народная пехотная дивизия, и в конце 78-я фольксштурмовая дивизия (не путать с фольксштурмом))
- 79-я пехотная дивизия (79-я народная пехотная дивизия)
- 80-я пехотная дивизия
- 81-я пехотная дивизия
- 82-я пехотная дивизия
- 83-я пехотная дивизия
- 84-я пехотная дивизия
- 85-я пехотная дивизия
- 86-я пехотная дивизия
- 87-я пехотная дивизия
- 88-я пехотная дивизия
- 89-я пехотная дивизия
- 90-я лёгкая пехотная дивизия (ранее Дивизия специального назначения «Африка» (Division zbV Afrika); позднее 90-я лёгкая африканская дивизия (моторизованная), 90-я моторизованная дивизия)
- 91-я пехотная дивизия (позднее 91-я посадочно-десантная дивизия)
- 92-я пехотная дивизия
- 93-я пехотная дивизия
- 94-я пехотная дивизия
- 95-я пехотная дивизия (позднее 95-я народная пехотная дивизия)
- 96-я пехотная дивизия
- 97-я пехотная дивизия (позднее 97-я лёгкая пехотная дивизия)
- 98-я пехотная дивизия
- 99-я лёгкая пехотная дивизия (позднее 7-я горнопехотная дивизия)
- 100-я лёгкая пехотная дивизия

##### 101—200 дивизии
- 101-я лёгкая пехотная дивизия
- 102-я пехотная дивизия
- Данные о формировании 103-й дивизии отсутствуют.
- 104-я лёгкая пехотная дивизия
- Данные о формировании «105-я дивизия» отсутствуют.
- 106-я пехотная дивизия
- Данные о формировании 107-й дивизии отсутствуют.
- Данные о формировании 108-й дивизии отсутствуют.
- Данные о формировании 109-й дивизии отсутствуют.
- 110-я пехотная дивизия
- 111-я пехотная дивизия
- 112-я пехотная дивизия
- 114-я лёгкая пехотная дивизия
- 117-я лёгкая пехотная дивизия
- 118-я лёгкая пехотная дивизия
- 121-я пехотная дивизия
- 122-я пехотная дивизия
- 123-я пехотная дивизия
- 125-я пехотная дивизия
- 126-я пехотная дивизия
- 129-я пехотная дивизия
- 131-я пехотная дивизия
- 132-я пехотная дивизия
- 133-я крепостная дивизия
- 134-я пехотная дивизия
- 137-я пехотная дивизия
- 140-я особая дивизия (также 9-я горнопехотная дивизия)
- 141-я резервная дивизия
- 143-я резервная дивизия
- 147-я резервная дивизия
- 148-я резервная дивизия
- 149-я учебная дивизия
- 150-я учебная дивизия
- Division Nr. 151 (позднее 151-я резервная дивизия)
- Division Nr. 152
- Division Nr. 153 (позднее 153-я резервная дивизия, 153-я учебная дивизия, 153-я гренадерская дивизия)
- Division Nr. 154 (позднее 154-я резервная дивизия, 154-я учебная дивизия, 154-я пехотная дивизия)
- Division Nr. 155 (позднее Division Nr. 155 (моторизированная), танковая дивизия 155, 155-я резервная танковая дивизия)
- 155-я учебная дивизия (позднее 155-я пехотная дивизия) Не имеет отношения к Division Nr. 155.
- 156-я дивизия (позднее 156-я резервная дивизия, 47-я пехотная дивизия, 47-я народная пехотная дивизия)
- 156-я полевая дивизия (позднее 156-я пехотная дивизия)
- 157-я дивизия (позднее 157-я резервная дивизия, 157-я горнопехотная дивизия, 8-я горнопехотная дивизия)
- 158-я дивизия (позднее 158-я резервная дивизия, впоследствии остатки дивизии были присоединены к 16-й авиаполевой дивизии)
- 159-я дивизия (позднее 159-я резервная дивизия, 159-я пехотная дивизия)
- 160-я дивизия (позднее 160-я резервная дивизия, 160-я пехотная дивизия)
- 161-я пехотная дивизия
- 162-я пехотная дивизия (позднее 162-я пехотная дивизия «Туркестан» («Turkestan»), с иностранными подразделениями.
- 163-я пехотная дивизия
- 164-я пехотная дивизия (позднее крепостная дивизия «Крит» («Kreta»), которая впоследствии была распределена между крепостной бригадой «Крит» и 164-й лёгкой дивизией «Африка» («Afrika»)).
- 165-я резервная дивизия
- 166-я резервная дивизия
- 167-я пехотная дивизия
- 168-я пехотная дивизия
- 169-я пехотная дивизия
- 170-я пехотная дивизия
- 171-я резервная дивизия
- 172-я резервная дивизия
- 173-я резервная дивизия
- 174-я резервная дивизия
- 175 пехотная дивизия
- 181-я пехотная дивизия
- 182-я резервная дивизия
- 183-я народная пехотная дивизия
- 187-я резервная дивизия (позднее 42-я лёгкая пехотная дивизия)
- Division Nr. 188 (позднее 188-я горнопехотная дивизия резерва, 188-я горнопехотная дивизия)
- 189-я резервная дивизия
- 191-я резервная дивизия
- 196-я пехотная дивизия
- 197-я пехотная дивизия
- 198-я пехотная дивизия
- 199-я пехотная дивизия
- 200-я лёгкая пехотная дивизия

##### 201—300 дивизии
- 201-я охранная дивизия
- 203-я охранная дивизия
- 205-я пехотная дивизия (ранее 14-я дивизия ландвера (Landwehr))
- 206-я пехотная дивизия
- 207-я пехотная дивизия (позднее 207-я охранная дивизия)
- 208-я пехотная дивизия
- 210-я дивизия береговой обороны
- 211-я народная пехотная дивизия
- 212-я пехотная дивизия (позднее 578-я народная пехотная дивизия, 212-я народная пехотная дивизия)
- 213-я охранная дивизия
- 214-я пехотная дивизия
- 216-я пехотная дивизия
- 217-я пехотная дивизия
- 218-я пехотная дивизия
- 221-я охранная дивизия
- 223-я пехотная дивизия
- 225-я пехотная дивизия
- 227-я пехотная дивизия
- 228-я пехотная дивизия
- 230-я дивизия береговой обороны
- 233-я моторизованная дивизия
- 242-я пехотная дивизия
- 243-я пехотная дивизия
- 246-я народная пехотная дивизия
- 250-я пехотная дивизия («Голубая дивизия», испанская фалангистская дивизия в составе вермахта, фактически насчитавшая к моменту своего вывода в Испанию в 1943 году около 50 тыс. человек)
- 251-я пехотная дивизия
- 252-я пехотная дивизия
- 253-я пехотная дивизия
- 254-я пехотная дивизия
- 255-я пехотная дивизия
- 256-я пехотная дивизия (позднее 256-я народная пехотная дивизия)
- 257-я народная пехотная дивизия
- 258-я пехотная дивизия
- 260-я пехотная дивизия
- 262-я пехотная дивизия
- 267-я пехотная дивизия
- 269-я пехотная дивизия
- 270-я крепостная дивизия
- 271-я народная пехотная дивизия
- 272-я народная пехотная дивизия
- 274-я стационарная дивизия
- 275-я пехотная дивизия
- 276-я народная пехотная дивизия
- 277-я народная пехотная дивизия
- 278-я пехотная дивизия
- 280-я крепостная дивизия
- 281-я охранная дивизия (позднее 281-я пехотная дивизия)
- 285-я охранная дивизия
- 286-я охранная дивизия
- 290-я пехотная дивизия
- 291-я пехотная дивизия
- 292-я пехотная дивизия
- 295-я пехотная дивизия (позднее 295-я крепостная дивизия (возможно, 295-я стационарная дивизия))
- 297-я пехотная дивизия
- 299-я пехотная дивизия

##### 301—400 дивизии
- 302-я стационарная дивизия (позднее 302-я пехотная дивизия)
- 305-я пехотная дивизия
- 320-я пехотная дивизия
- 325-я охранная дивизия
- 326-я народная пехотная дивизия
- 327-я пехотная дивизия
- 329-я пехотная дивизия
- 331-я пехотная дивизия
- 332-я стационарная дивизия (позднее 332-я пехотная дивизия)
- 334-я пехотная дивизия
- 337-я народная пехотная дивизия
- 340-я народная пехотная дивизия
- 344-я стационарная дивизия (позднее 344-я пехотная дивизия, впоследствии дивизия восстановлена присоединением к ней 91-й посадочно-десантной дивизии)
- 345-я пехотная дивизия
- 346-я народная пехотная дивизия
- 347-я народная пехотная дивизия
- 349-я народная пехотная дивизия
- 352-я пехотная дивизия (позднее 352-я народная пехотная дивизия)
- 361-я народная пехотная дивизия
- 363-я пехотная дивизия
- 376-я пехотная дивизия
- 381-я полевая учебная дивизия
- 382-я полевая учебная дивизия
- 383-я пехотная дивизия
- 386-я пехотная дивизия
- 388-я полевая учебная дивизия
- 389-я стационарная дивизия
- 390-я учебная дивизия (впоследствии 390-я охранная дивизия)
- 391-я учебная дивизия (впоследствии 391-я охранная дивизия)

##### 401—500
- 402-я учебная дивизия
- 403-я охранная дивизия
- 444-я охранная дивизия
- 445-я охранная дивизия
- 462-я народная пехотная дивизия

##### 501—600
- 526-я резервная дивизия
- 541-я пехотная дивизия (позднее 541-я народная пехотная дивизия)
- 542-я пехотная дивизия (позднее 542-я народная пехотная дивизия)
- 543-я пехотная дивизия
- 544-я пехотная дивизия (позднее 544-я народная пехотная дивизия)
- 545-я пехотная дивизия (позднее 545-я народная пехотная дивизия)
- 546-я пехотная дивизия
- 547-я пехотная дивизия (позднее 547-я народная пехотная дивизия)
- 548-я пехотная дивизия (позднее 548-я народная пехотная дивизия)
- 549-я пехотная дивизия (позднее 549-я народная пехотная дивизия)
- 550-я пехотная дивизия
- 551-я пехотная дивизия (позднее 551-я народная пехотная дивизия)
- 552-я пехотная дивизия
- 553-я пехотная дивизия (позднее 553-я народная пехотная дивизия)
- 558-я пехотная дивизия (позднее 558-я народная пехотная дивизия)
- 559-я пехотная дивизия (позднее 559-я народная пехотная дивизия)
- 560-я пехотная дивизия (позднее 560-я народная пехотная дивизия)
- 561-я пехотная дивизия «Восточная Пруссия 1» («Ostpreußen 1») (позднее 561-я народная пехотная дивизия)
- 562-я пехотная дивизия «Восточная Пруссия 2» («Ostpreußen 2») (позднее 562-я народная пехотная дивизия)
- 563-я пехотная дивизия (позднее 563-я народная пехотная дивизия)
- 564-я пехотная дивизия (позднее 564-я народная пехотная дивизия)
- 565-я пехотная дивизия
- 566-я пехотная дивизия
- 567-я пехотная дивизия
- 568-я пехотная дивизия
- 569-я пехотная дивизия
- 570-я пехотная дивизия
- 571-я пехотная дивизия
- 572-я пехотная дивизия
- 573-я пехотная дивизия
- 574-я пехотная дивизия
- 575-я пехотная дивизия
- 576-я пехотная дивизия
- 577-я пехотная дивизия
- 578-я народная пехотная дивизия (ранее 212-я пехотная дивизия; позднее 212-я народная пехотная дивизия)
- 579-я народная пехотная дивизия
- 580-я народная пехотная дивизия
- 581-я народная пехотная дивизия
- 582-я народная пехотная дивизия
- 583-я народная пехотная дивизия
- 584-я народная пехотная дивизия
- 585-я народная пехотная дивизия
- 586-я народная пехотная дивизия
- 587-я народная пехотная дивизия
- 588-я народная пехотная дивизия
- 600-я русская пехотная дивизия

##### 600—700
- 650-я русская пехотная дивизия

##### 700 и выше
- 700-я (русская) пехотная дивизия
- 702-я пехотная дивизия
- 707-я пехотная дивизия
- 708-я пехотная дивизия (впоследствии 708-я дивизия береговой обороны, 708-я народная пехотная дивизия)
- 709-я пехотная дивизия
- 710-я пехотная дивизия
- 714-я пехотная дивизия
- 716-я пехотная дивизия (впоследствии 716-я народная пехотная дивизия)
- 719-я пехотная дивизия
- 999-я африканская лёгкая пехотная дивизия

#### Именные дивизии
- Бригада сопровождения фюрера (Führer Begleit Brigade) — созданная на основе эскортного батальона, сформированного для защиты ставки Гитлера на Восточном фронте
- Гренадерская бригада «Фюрер» (Führer Grenadier Brigade)

- Моторизованная дивизия «Бранденбург» («Brandenburg»)
- Моторизованная дивизия «Фельдхернхалле» («Feldherrnhalle») (ранее: 60-я пехотная дивизия, 60-я моторизованная дивизия; позднее: танковая дивизия «Фельдхеррнхалле 1»)
- Моторизованная дивизия «Великая Германия» («Großdeutschland»)

- Учебная пехотная дивизия «Лер» («Lehr») (не имеет отношения к учебной танковой дивизии)

- Лёгкая пехотная дивизия «Альпы»

### Горные дивизии
- 1-я горнопехотная дивизия (позднее 1. Volksgebirgs-Division)
- 2-я горнопехотная дивизия
- 3-я горнопехотная дивизия
- 4-я горнопехотная дивизия
- 5-я горнопехотная дивизия
- 6-я горнопехотная дивизия
- 7-я горнопехотная дивизия (ранее 99-я лёгкая пехотная дивизия)
- 8-я горнопехотная дивизия (ранее 157-я дивизия, 157-я резервная дивизия, 157-я горнопехотная дивизия)
- 9-я горнопехотная дивизия (ранее Shadow Division Steiermark и Division zbV 140)
- 188-я горнопехотная дивизия (ранее 188-я дивизия, 188-я резервная горнопехотная дивизия)

### Лыжные дивизии
- 1-я лыжная дивизия

### Кавалерийские дивизии
Дэйвис (Davies) утверждает, что «кавалерийские» дивизии представляли собой всего лишь ездящую пехоту, а «настоящей кавалерией» были только «казачьи» дивизии, скопированные с советских кавалерийских. Скорее всего, он спутал кавалерийские дивизии с лёгкими, в составе которых действительно были кавалерийские стрелковые (Kavallerie-Schützen) полки. В кавалерийских же дивизиях полки так и назывались — кавалерийскими (Reitar) и холодное кавалерийское оружие имелось. 
- 1-я кавалерийская дивизия (позднее 24-я танковая дивизия).
- 3-я кавалерийская дивизия.
- 4-я кавалерийская дивизия.
- 1-я казачья дивизия (передана в войска СС, где была распределена между 1-й и 2-й казачьими кавалерийскими дивизиями).

### Дивизии ландвера
- 14-я дивизия ландвера (позднее 205-я пехотная дивизия)
- 97-я дивизия ландвера

### Артиллерийские дивизии
- 18-я артиллерийская дивизия (ранее 18-я танковая дивизия)
- 309-я артиллерийская дивизия
- 310-я артиллерийская дивизия
- 311-я артиллерийская дивизия
- 312-я артиллерийская дивизия

### Крепостные дивизии
- 41-я крепостная дивизия
- 133-я крепостная дивизия
- 270-я крепостная дивизия
- 280-я крепостная дивизия
- 295-я крепостная дивизия
- Крепостная дивизия «Данциг» («Danzig»)
- Крепостная дивизия «Франкфурт-на-Одере» («Frankfurt/Oder»)
- Крепостная дивизия «Готенхафен» («Gotenhafen»)
- Крепостная дивизия «Крит» («Kreta») (ранее 164-я пехотная дивизия, 164-я лёгкая пехотная дивизия «Африка» («Afrika»))
- Крепостная дивизия «Штеттин» («Stettin»)
- Крепостная дивизия «Швайнемюнде» («Swinemünde»)
- Крепостная дивизия «Варшава» («Warschau»)

### Именные учебные дивизии
- Учебная дивизия «Бавария» («Bayern»)
- Учебная дивизия «Курляндия» («Kurland»)
- Учебная дивизия «Норд» («Nord»)

## Кригсмарине
Дивизии как таковые в кригсмарине отсутствовали. Немногочисленные надводные корабли кригсмарине в постоянные соединения не объединялись, а подводные лодки были разделены на флотилии.

### Флотилии подводных лодок
Боевые флотилии
- 1-я флотилия подводных лодок кригсмарине
- 2-я флотилия подводных лодок кригсмарине
- 3-я флотилия подводных лодок кригсмарине
- 5-я флотилия подводных лодок кригсмарине
- 6-я флотилия подводных лодок кригсмарине
- 7-я флотилия подводных лодок кригсмарине
- 9-я флотилия подводных лодок кригсмарине
- 10-я флотилия подводных лодок кригсмарине
- 11-я флотилия подводных лодок кригсмарине
- 12-я флотилия кригсмарине
- 13-я флотилия кригсмарине
- 14-я флотилия кригсмарине
- 23-я флотилия кригсмарине
- 29-я флотилия кригсмарине
- 30-я флотилия кригсмарине
- 33-я флотилия кригсмарине

Учебные

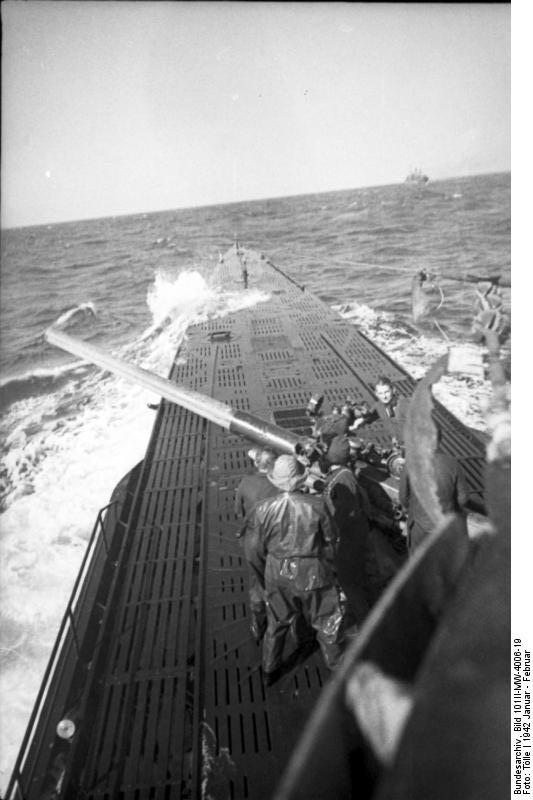
Орудийный расчёт подводной лодки U-123 на боевом посту. Январь 1942 год.

- 4-я флотилия подводных лодок кригсмарине
- 5-я флотилия подводных лодок кригсмарине
- 8-я флотилия подводных лодок кригсмарине
- 18-я флотилия кригсмарине
- 19-я флотилия кригсмарине
- 20-я флотилия кригсмарине
- 21-я флотилия подводных лодок кригсмарине
- 22-я флотилия подводных лодок кригсмарине
- 23-я флотилия кригсмарине
- 24-я флотилия подводных лодок кригсмарине
- 25-я флотилия кригсмарине
- 26-я флотилия кригсмарине
- 27-я флотилия кригсмарине
- 31-я флотилия кригсмарине
- 32-я флотилия кригсмарине

### Флотилии эсминцев
- 1-я флотилия эскадренных миноносцев кригсмарине
- 2-я флотилия эскадренных миноносцев кригсмарине
- 3-я флотилия эскадренных миноносцев кригсмарине
- 4-я флотилия эскадренных миноносцев кригсмарине
- 5-я флотилия эскадренных миноносцев кригсмарине
- 6-я флотилия эскадренных миноносцев кригсмарине
- 8-я флотилия эскадренных миноносцев кригсмарине

### Дивизии морской пехоты
- 1-я дивизия морской пехоты
- 2-я дивизия морской пехоты
- 3-я дивизия морской пехоты
- 11-я дивизия морской пехоты
- 16-я дивизия морской пехоты
- Дивизия морской пехоты «Готенхафен» («Gotenhafen»)

## Люфтваффе

### Дивизии «Герман Геринг»

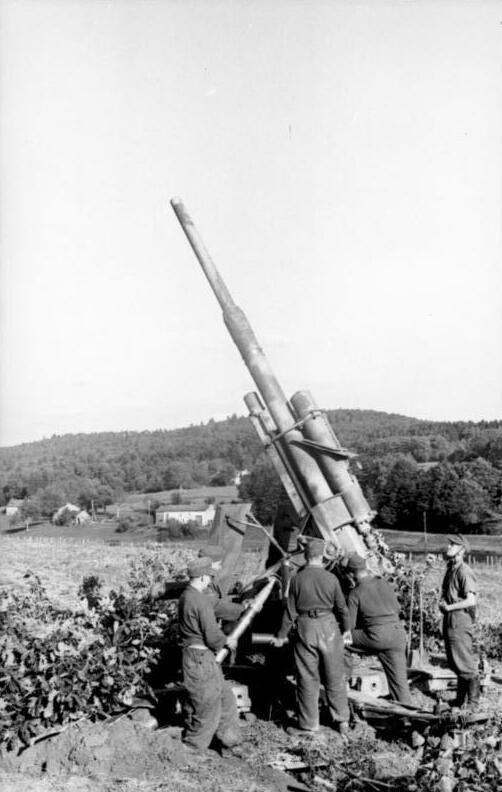
88 мм FlaK 36/37, принадлежащая дивизии «Герман Геринг». Июнь-сентябрь 1944 (по другим данным, 21 июня 1944)

Формирования Германа Геринга в ходе войны выросли из отдельного полицейского формирования в бронированные и механизированные части. Эпитет «парашютные» (Fallschirm) добавлялся исключительно для красоты. 
- Дивизия «Герман Геринг» (Hermann Göring) (позднее: танковая дивизия «Герман Геринг», 1-я парашютно-танковая дивизия «Герман Геринг») (Fallschirm-Panzer-Division 1 «Hermann Göring»)
- 2-я парашютно-моторизованная дивизия «Герман Геринг» (Fallschirm-Panzergrenadier-Division 2. Hermann Göring)

### Воздушно-десантные дивизии
С целью сохранения тайны самого существования и подготовки таковых сил, первая немецкая воздушно-десантная дивизия была названа Flieger («авиационная»), формально находясь, при таком обозначении, в рядах люфтваффе, имевших задачу обеспечения защиты рейха.
- 7-я авиационная дивизия (7. Flieger) (в англоязычных источниках часто переводится как 7th Air Division (рус. 7-я воздушная дивизия)).

Позднее эта дивизия была реорганизована, начав собой целый список воздушно-десантных дивизий немецких сил. Несмотря на названия «Fallschirmjäger» — «парашютная» — большинство их личного состава не училось парашютным прыжкам, проходя обучение как в стандартных пехотных дивизиях.
- 1-я парашютная дивизия (в апреле 1943 7-я авиационная дивизия превратилась в 1-ю парашютную)
- 2-я парашютная дивизия
- 3-я парашютная дивизия
- 4-я парашютная дивизия
- 5-я парашютная дивизия
- 6-я парашютная дивизия
- 7-я парашютная дивизия (ранее Group Erdmann, an ad hoc collection of Luftwaffe assets on the western front)
- 8-я парашютная дивизия
- 9-я парашютная дивизия
- 10-я парашютная дивизия
- 11-я парашютная дивизия (начала формирование в марте 1945 года. Сражались только как кампфгруппы)
- 20-я парашютная дивизия
- 21-я парашютная дивизия

### Авиаполевые дивизии
Авиаполевые дивизии (Luftwaffen-Felddivision) были обычными пехотными дивизиями, сформированными из персонала ВВС нацистской Германии после перелома в войне и возникновения острой нехватки живой силы. Изначально они были частями ВВС, но затем были переподчинены СВ (Heer) с сохранением нумерации, но добавлением к названию (L) — Feld Division (L), чтобы отличить их от уже существующих дивизий вермахта, имеющих те же номера.
- 1-я авиаполевая дивизия
- 2-я авиаполевая дивизия
- 3-я авиаполевая дивизия
- 4-я авиаполевая дивизия
- 5-я авиаполевая дивизия
- 6-я авиаполевая дивизия
- 7-я авиаполевая дивизия
- 8-я авиаполевая дивизия
- 9-я авиаполевая дивизия
- 10-я авиаполевая дивизия
- 11-я авиаполевая дивизия
- 12-я авиаполевая дивизия
- 13-я авиаполевая дивизия
- 14-я авиаполевая дивизия
- 15-я авиаполевая дивизия
- 16-я авиаполевая дивизия. В дальнейшем была передана в сухопутные войска; позднее — 16-я народная пехотная дивизия)
- 17-я авиаполевая дивизия
- 18-я авиаполевая дивизия
- 19-я авиаполевая дивизия (позднее 19-я штурмовая дивизия люфтваффе (19. Luftwaffen-Sturm-Division); в дальнейшем была передана в сухопутные войска как 19-я пехотная дивизия; позднее 19-я народная пехотная дивизия)
- 20-я авиаполевая дивизия (позднее 20-я штурмовая дивизия люфтваффе (20. Luftwaffen-Sturm-Division))
- 21-я авиаполевая дивизия (ранее дивизия «Майндль», an ad hoc collection of Luftwaffe resources)
- 22-я авиаполевая дивизия (формирование предусматривалось в 1943 году, но, скорее всего, дивизия сформирована не была[3])

### Учебные дивизии
- 1-я учебная дивизия люфтваффе
- Парашютная учебно-запасная дивизия

### Дивизии противовоздушной обороны
Сюда включены штабы управления частями зенитных орудий — flak, организованные в дивизии для наземных боёв.
- 1-я зенитная дивизия
- 2-я зенитная дивизия
- 3-я зенитная дивизия
- 4-я зенитная дивизия
- 5-я зенитная дивизия
- 6-я зенитная дивизия
- 7-я зенитная дивизия
- 8-я зенитная дивизия
- 9-я зенитная дивизия (полностью уничтожена в Сталинградской битве)
- 10-я зенитная дивизия
- 11-я зенитная дивизия
- 12-я зенитная дивизия
- 13-я зенитная дивизия
- 14-я зенитная дивизия
- 15-я зенитная дивизия
- 16-я зенитная дивизия
- 17-я зенитная дивизия
- 18-я зенитная дивизия
- 19-я зенитная дивизия
- 20-я зенитная дивизия
- 21-я зенитная дивизия
- 22-я зенитная дивизия
- 23-я зенитная дивизия
- 24-я зенитная дивизия
- 25-я зенитная дивизия
- 26-я зенитная дивизия
- 27-я зенитная дивизия
- 28-я зенитная дивизия
- 29-я зенитная дивизия
- 30-я зенитная дивизия
- 31-я зенитная дивизия

## Дивизии войск СС

### Отличия между вермахтом и войсками СС
Главные отличия от дивизий вермахта могут быть суммированы следующим образом:
1. Каждая полевая дивизия СС имела свой зенитный батальон и батальон снабжения
2. Каждая горнопехотная дивизия СС имела танковую часть или дивизион штурмовых орудий
3. Каждая танковая дивизия СС располагала миномётной частью
4. Все дивизии СС были больше по численности личного состава и получали самое лучшее оружие.
5. В части вермахта набирались, как правило, немцы, или же фольксдойче — этнические немцы проживавшие на территории других стран. В некоторые (национальные) формирования СС, помимо немцев, допускался набор добровольцев иных национальностей.
6. В части СС, как правило, принимали наиболее идеологически преданных. В СС военная присяга давалась не Германии, а лично Гитлеру.

### на русском
- Войска СС
- Вермахт

### на английском
- List of German corps in WWII
- List of German military units of World War II
- Glossary of WWII German military terms
- en:Panzer
- en:Fallschirmjäger
- en:Volksgrenadier

### на русском
- Военно-исторический проект «Германия»
- Список и описание всех дивизий вермахта
- Раздел «Германские танковые войска» на сайте «Танковый фронт»

### на английском
- German unit database at axishistory.com
- feldgrau.com
- lexikon-der-wehrmacht.de (German language site)
- Axis History Factbook — Waffen-SS
- Feldgrau Waffen-SS Website